# Юлия (филм)
„Юлия“ е български телевизионен игрален филм от 1988 година на режисьора Димитър Караджов, сценарият е написан от Кольо Дончев по повестта „Тест за женитба“ на Ана Каменова. Оператор е Станислав Станчев, музиката е на Иван Игнев .

## Сюжет
В едно списание Юлия намира „тест за женитба“ и отговаряйки на него, се стреми обективно да прецени събитията в собственото си семейство. Следва конфликт в семейството когато жената има по-големи амбиции за самоизява. Юлия напуска съпруга си и заминава на разкопки, където решавайки теста на своята съвест, се сеща за аналогични случки от живота си.

## Актьорски състав
| Роля              | Изпълнител         |
| ----------------- | ------------------ |
| археоложката Юлия | Радосвета Василева |
|                   | Иван Янчев         |
|                   | Катя Чукова        |
|                   | Венелин Венев      |
| съпругът на Юлия  | Йосиф Сърчаджиев   |